# Фйорано-Моденезе
Фйорано-Моденезе (італ. Fiorano Modenese) — муніципалітет в Італії, у регіоні Емілія-Романья,  провінція Модена.
Фйорано-Моденезе розташоване на відстані близько 330 км на північний захід від Рима, 45 км на захід від Болоньї, 15 км на південний захід від Модени.
Населення — 17 138 осіб (2014).
Щорічний фестиваль відбувається 8 вересня. Покровитель — святий Іван Хреститель.

## Демографія
Населення за роками:

Станом на 1 січня 2023 року в муніципалітеті офіційно проживало 1295 іноземців з 64 країн, серед них 190 громадян країн Євросоюзу та 61 громадянин України.

## Сусідні муніципалітети
- Форміджине
- Маранелло
- Сассуоло
- Серрамаццоні